# Ginnastica ai Giochi della X Olimpiade - Concorso individuale maschile
La competizione del concorso individuale maschile di Ginnastica artistica dei Giochi della X Olimpiade si è svolta al Memorial Coliseum di Los Angeles dall'8 al 10 agosto 1932.

## Risultati
Il concorso comprendeva esercizi liberi e obbligatori ai seguenti attrezzi:
- Volteggio al cavallo
- Parallele
- Sbarra orizzontale
- Anelli
- Cavallo con maniglie

| Pos.    | Atleta              | Nazione     | Punti Totali | Punteggi ai singoli attrezzi | Punteggi ai singoli attrezzi | Punteggi ai singoli attrezzi | Punteggi ai singoli attrezzi | Punteggi ai singoli attrezzi |
| Pos.    | Atleta              | Nazione     | Punti Totali | Volteggio                    | Parallele                    | Sbarra                       | Anelli                       | Cavallo                      |
| ------- | ------------------- | ----------- | ------------ | ---------------------------- | ---------------------------- | ---------------------------- | ---------------------------- | ---------------------------- |
| Oro     | Romeo Neri          | Italia      | 140,625      | 27,525                       | 28,100                       | 28,900                       | 28,050                       | 28,050                       |
| Argento | István Pelle        | Ungheria    | 134,925      | 24,675                       | 27,900                       | 29,150                       | 28,350                       | 24,850                       |
| Bronzo  | Heikki Savolainen   | Finlandia   | 134,575      | 22,925                       | 28,400                       | 27,250                       | 27,650                       | 28,350                       |
| 4       | Mario Lertora       | Italia      | 134,400      | 27,250                       | 27,250                       | 28,200                       | 28,350                       | 23,350                       |
| 5       | Savino Guglielmetti | Italia      | 134,375      | 28,325                       | 28,400                       | 28,200                       | 26,850                       | 22,600                       |
| 6       | Frank Haubold       | Stati Uniti | 132,525      | 25,725                       | 28,000                       | 26,900                       | 23,450                       | 28,450                       |
| 7       | Oreste Capuzzo      | Italia      | 132,450      | 23,700                       | 27,300                       | 27,500                       | 27,800                       | 26,150                       |
| 8       | Fred Meyer          | Stati Uniti | 131,650      | 27,550                       | 26,450                       | 27,100                       | 22,150                       | 28,400                       |
| 9       | Mauri Nyberg-Noroma | Finlandia   | 129,800      | 23,050                       | 27,150                       | 26,200                       | 26,600                       | 26,800                       |
| 10      | Al Jochim           | Stati Uniti | 129,075      | 26,775                       | 27,950                       | 26,550                       | 23,600                       | 24,200                       |
| 11      | Frank Cumiskey      | Stati Uniti | 129,025      | 26,525                       | 25,000                       | 26,150                       | 23,400                       | 27,950                       |
| 12      | Franco Tognini      | Italia      | 127,275      | 24,875                       | 27,100                       | 26,300                       | 26,250                       | 22,750                       |
| 13      | Einari Teräsvirta   | Finlandia   | 122,700      | 22,950                       | 24,550                       | 27,200                       | 24,200                       | 23,800                       |
| 13      | Ilmari Pakarinen    | Finlandia   | 122,700      | 22,000                       | 26,550                       | 22,650                       | 24,750                       | 26,750                       |
| 15      | Martti Uosikkinen   | Finlandia   | 121,075      | 23,375                       | 18,350                       | 26,550                       | 25,500                       | 27,300                       |
| 16      | Miklós Péter        | Ungheria    | 119,200      | 17,350                       | 26,500                       | 27,650                       | 25,850                       | 21,850                       |
| 17      | Michael Schuler     | Stati Uniti | 114,925      | 20,975                       | 27,150                       | 24,550                       | 20,850                       | 21,400                       |
| 18      | Toshihiko Sasano    | Giappone    | 108,475      | 23,625                       | 25,500                       | 24,800                       | 25,550                       | 9,000                        |
| 19      | Péter Boros         | Ungheria    | 105,775      | 20,825                       | 19,600                       | 20,650                       | 19,650                       | 25,050                       |
| 20      | József Hegedűs      | Ungheria    | 105,750      | 18,050                       | 24,350                       | 16,850                       | 24,350                       | 22,150                       |
| 21      | Shigeo Homma        | Giappone    | 103,100      | 22,550                       | 20,650                       | 26,300                       | 20,950                       | 12,650                       |
| 22      | Takao Kondo         | Giappone    | 101,925      | 22,775                       | 22,800                       | 22,800                       | 22,800                       | 10,750                       |
| 23      | Yoshitaka Takeda    | Giappone    | 88,500       | 18,450                       | 18,750                       | 20,100                       | 17,200                       | 14,000                       |
| 24      | Fujio Kakuta        | Giappone    | 85,300       | 9,500                        | 19,500                       | 25,450                       | 19,850                       | 11,000                       |